# Porta Cornélia
Porta Cornélia era uma das portas da Muralha Aureliana de Roma, a mais setentrional das quatro portas localizadas na margem direita do rio Tibre (as outras eram a Porta Portese, a Porta de São Pancrácio e a Porta Setimiana) e ficava, provavelmente, perto da Ponte Élio (moderna Ponte Sant'Angelo). Ali começava a antiga Via Cornélia, que seguia o trajeto da moderna Via della Conciliazione até o monte Vaticano. Dali também começava também, seguindo por um breve trecho o curso do rio e depois virando à direita a partir da moderna Porta Santo Spirito, a Via Aurélia Nova. Por conta disto ela também era chamada de "Porta Aurélia", o que desde então vem provocado confusão contra outra Porta Aurélia (a moderna Porta de São Pancrácio), de onde partia a Via Aurélia Vetus.

## Nome
O nome "Aurélia" deriva não da via e sim do Mausoléu de Adriano, onde estavam sepultados muitos representantes da nobre gente Aurélia. Na época cristã, a porta recebeu também o nome de Porta de São Pedro, por estar próxima da homônima antiga basílica vaticana, cuja construção interrompeu e obliterou o trecho inicial da Via Cornélia.

## História
Apesar de ter sido demolida muito cedo, sua posição é bem atestada em diversos documentos antigos que a citam indiretamente como sendo protegida pelos torreões do Mausoléu de Adriano, que foi incorporado na Muralha Aureliana entre 401 e 403, quando o imperador Honório inseriu na muralha também o monte Vaticano, excluído no traçado original de Aureliano. Segundo algumas fontes, porém, sua origem é da época aureliana, por volta de 270, provavelmente para defender a Ponte Élio, que estava ligada ao mausoléu por duas alas do muro.
Informações sobre a estrutura original são praticamente inexistentes e, por isso, seu destino posterior e aparência são incertos. Num relato sobre uma cerimônia solene celebrada pelo papa Leão IV em 27 de junho de 852 durante a inauguração da Muralha Leonina, uma poterna ("pequena abertura") é citada, mas é provável que seja uma referência uma porta secundária que existia nas imediações, conhecida como Posterula di Sant'Angelo, que ficava no início da moderna Via della Concilizione. Apesar disto, existem duas representações antigas da porta, uma anterior ao papa Alexandre VI (r. 1492-1503), com uma arquitrave, imagens sacras e uma cruz, e uma outra posterior a uma restauração (1493), com um arco, rusticações e merlões.